# Хиповентилација
 Хиповентилација је поремећај дисања који се карактерише смањеном количином ваздуха који улази у алвеоле плућа током удисаја, што узрокује смањења нивоа кисеоника и повећање нивоа угљен-диоксида у артеријској крви. Хиповентилацију може изазвати превише плитко (хипопнеја) или сувише споро (брадипнеја) дисање или смањењење плућних функција. Према механизму настанка хиповентилација може бити; централна, узрокована променама у дисајном центру или периферна, узрокована плућним и другим системским болестима.

## Етиологија
Хиповентилатиција настаје као секундарни поремећај изазван дејством различитих механизама, који укључују;
| Маханизми                                         | Болест-стање |
| ------------------------------------------------- | --- |
| Хронична опструктивна болест плућа[3]             | - Емфизем - Хронични бронхитис - Пнеумоторакс - Астма - Бронхиектазије |
| Неуромишићне болести[4]                           | - Амиотрофичка латерална склероза - Парализа дјафрагме - Миастенија гравис - Мишићна дистрофија – (енгл. ) - Гиљен-Бареов синдром – (енгл. )                                                                      |
| Деформитети зида грудног коша                     | - Кифосколиоза - Фиброторакс - Торакопластика |
| Депресија дисајног центра                         | - Лекови – Наркотици, Бензодиазепини, Барбитурати - Неуролошки поремећаји – Енцефалитис, Болести можданог стабла, Повреде, Дечја парализа, Мултипла склероза, Апсцес мозга, - Примарна алвеоларна хиповентилација |
| Гојазношћу изазван хиповентилациони синдром[5][6] | - Прекомерна телесна тежина |

## Епидемиологија
Учесталост хиповентилационог синдрома варира и у зависности је од етиолошког фактора;
- Најчешћи поремећај праћен хиповентилацијом у САД је хронична опструктивна болест плућа, од које болује више од 14 милиона људи. Преваленца хиповентилације присутна у болесника са стабилном хиперкапницијом у ХОБП без истовремене апнеје у спавању или изражене гојазности је 54%. Од наведених случајева у 43% болесника хиповентилација је повезана са спавањем, која је израженија у РЕМ фази сна.
- Тренутно, преваленца гојазношћу изазваног хиповентилационог синдрома се креће од 10-20%.[7] Према подацима америчког Центра за контролу и превенцију болести, једна трећина одрасле популације САД је гојазно. Са повећањем стопе гојазности, преваленца гојазношћу изазваног хиповентилационог синдрома ће вероватно наставити да расте.[8]
- Кифосколиоза је деформитет грудног коша најчешће повезан са хиповентилацијом.

#### Морталитет/Морбидитет
Морбидитет и морталитет болесника са хиповентилационим синдромом зависи од етиологије специфичног хиповентилационог синдрома.
- Плућна хипертензија се чешће јавља и озбиљнија је код пацијената са гојазношћу изазваног хиповентилационог синдрома у односу на оне са само опструктивном болешћу алвеола.
- Пацијенти са гојазношћу изазваним хиповентилационим синдромом имају већу стопу срчаних поремећаја у поређењу са пацијентима са сличним нивоом гојазности без хиповентилације.[7]
- Морбидитет и морталитета сваког од наведених поремећаји је значајно увећан код особа у којих је секундарно присустна респираторна инсуфицијенција и алвеоларна хиповентилација.
- Неке од последица хиповентилације, као што су хронично плућно срце и плућна хипертензија могу бити неповратни поремећаји у овом синдрому.
- Спроведене студије у задњих неколико деценија показале су значајан пораст морталитета код болесника са гојазношћу изазваним хиповентилационим синдромом.[9]. Повећана смртност је вероватно последица повећаног ризика од настанка срчане аритмије и кардиоваскуларних компликација.
- Стопа смртности је данас вероватно нижа, због побољшањних метода које се примењују у лечењу апнеје у спавању и хиповентилације везане за хркање и побољшања у лечењу кардиоваскуларних болести.

#### Полне разлике
Примарни облик алвеоларне хиповентилација се чешће јавља код мушкараца него код жена.
Хронична опструктивна болест плућа се чешће јавља код мушкараца него код жена, међутим, због све већања броја пушача међу женама, инциденца ове болести расте и код жена.
Хронична опструктивна болест плућа се такође јавља чешће код мушкараца, са мушко-женским односом 2:1.

#### Старост
Већина пацијената са хиповентилационим синдромом су особе старијег животног доба. Преваленција особа са ХОБП и гојазношћу се годинама расте.
Примарни алвеоларни хиповентилациони синдром се јавља чешће у раном одраслом добу, али се повремено дијагностикује у раном детињству. CCHS је редак поремећај, која је присутан у деце широм света, са стопом учесталости 1 на 200.000 живорођене деце у Француској.
Већина пацијената са ОХС су старија од 50 година.

## Патофизиологија
У функционалмом погледу респираторни систем има двоструку улогу: 
- испорука кисеоника из удахнутог ваздуха плућним капиларима, малог (плућног) крвотока
- уклањање угљен-диоксида из крви тј плућних капилара.

Метаболички процеси у телу врло брзо производе угљен-диоксид, чија концентрацији стално расте. Према томе, сваки поремећај који смањује вентилацију моментално повећава парцијални притисак угљен-диоксида  у артеријској крви. 
Алвеоларна хиповентилација проузрокује већи број поремећаја које заједно називамо хиповентилациони синдром. Алвеоларна хиповентилација се дефинише као недовољна вентилација ваздуха која доводи до повећања парцијалног притисака угљен-диоксида - {PaCO2} у артеријској крви - (тј. хиперкапнија). Алвеоларна хиповентилација такође узрокује и хипоксемију. Присуство хипоксемије уз хиперкапнију (тј.смањење парцијалног притиска кисеоника у артеријскеој крви {PaO2}, још више погоршава клиничке манифестације у хиповентилационом синдрому.
Алвеоларна хиповентилација према дужини трајања поремећаја, може бити акутна или хронична, а према механизму настанка манифестује се као; 
- Специфични хиповентилацион синдром
- Урођени централни хиповентилационом синдром (CCHS)

### Специфични хиповентилацион синдром
У групу поремећаја оснаћчених као специфични хиповентилацион синдром спадају; 
- централна алвеоларна хиповентилација,
- гојазношћу изазван хиповентилатион синдром,
- деформитетима зида грудног коша изазвана хиповентилација,
- неуромускуларним поремећајима изазана хиповентилација
- хронична опструктивна болест плућа (ХОБП)

Хиповентилација и десатурација крви кисеоником се погоршава током сна као неадекватни одговор на хипоксију и повећање {PaCO2}. Поред тога, смањени мишићни тонус у току сна са појавом брзих покрета очију током (РЕМ) фазе сна, додатно погоршава хиповентилацију смањује дисајни напор.

#### Централна алвеоларна хиповентилација
Као назив, централна алвеоларна хиповентилација, се користи да опише симптоме у пацијената са алвеоларном хиповентилацијом који у основи обољење имају неуролошке поремећаје. Централна алвеоларна хиповентилација настаје у току дејства лекова и другим болестима, нарушених функција централног нервног система као што су; мождани инзулти, повреде, неоплазме, инфекције, аутоимуне болести, гојазност итд.
Централна алвеоларни хиповентилатион поремећаји су веома ретки али сложени поремећаји који су пре свега узроковани променама у механизмима контроле и аутономним вентилационим дисфункције. Ови поремећаји могу бити урођени или стечени и повезани су са значајним морбидитетом и морталитетом. Дуги низ година, етиологија ове групе поремећаја није била добро схваћена, а утицај генетичких фактора недовољно изучен. Недавна открића урођеног централног хиповентилационог синдрома (CCHS) је сврстало ову врсту хиповентилационог поремећаја у посебан неуроразвојни поремећај повезан са мутацијом гена PHOX2B. Очекује се да ће у будућности генетичку карактеризацију добити још неки у опвом тексту описани хиповентилациони поремећаји.

#### Гојазношћу изазван хиповентилациони синдром (OHS)
Поремећај дисања изаазван прекомерном телесном масом означен као гојазношћу изазван хиповентилациони синдром (OHS) је веома чест узрок хиповентилације. Поремећаји код овог облика су изазвани централним вентилационим поремећајем који су изазвани гојазношћу, и дефинишу се као комбинација утицаја гојазности, (индекс телесне масе већи од или једнак 30 кг/м 2 са хроничне хиперкапније у будном стању (PaCO2 >45 mm Hg)) и поремећајем дисања у току спавања. Око 90% болесника са (OHS) имају опструктивну апнеју у току спавања (OBA). За разлику од (CCHS), у (OBA) хиповентилатион је тежа у РЕМ фази сна у поређењу са не-РЕМ фазом сна.

#### Деформацијама грудног коша изазвана хиповентилација
Деформције грудног коша, као што су кифосколиоза, фиброторакс и стања након торакопластике често су праћени хиповентилацијом изазваном респираторном инсуфицијенцијом. 

#### Неуромишћним болестима изазвана хиповентилација
Поједине неуромишићне болести могу да изазову алвеоларну хиповентилалацију. Међу овим болестима најзначајније су; миастенија гравис, амиотрофична латералнуа склероза, Гиљен-Баре синдром и мишићна дистрофија. Пацијенти са неуромишићним поремећајима имају убрзано и плитко дисање средњу до тешку слабост мишића или поремећену функцију моторног неурона. 
Функција дисајног центра је очувана код пацијената са неуромишићним обољењима, а хиповентилација је секундарни поремећај изазван слабошћу респираторних мишића. Код пацијента са неуромускуларним поремећаји ноћна десатурација је најчешћа у РЕМ фази сна. Степен ноћне десатурације је у корелацији са степеномом дисфункције дијафрагме. Ноћној десатурацији могу да претходе дневни хиповентилациони поремећаји и поремећаји у размени гасова.

#### Хронична опструктивна болест плућа (ХОБП)
ХОБП, може бити праћена тешком хиповентилацијом. Алвеоларна хиповентилација у ХОБП се обично не јавља, осим ако је форсирани издисајни волумен у првој секунди (ФЕВ 1) мањи од 1 литра или 35% од предвиђених вредности. Међутим, многи пацијенти са тешком ваздшном опструкцијом не развијају хиповентилацију. Остали фактори као што су; поремећена контрола вентилације, генетске предиспозиције, и респираторни слабост мишића вероватно могу допринети појави хиповентилације у ХОБП.

### Урођени централни хиповентилационом синдром (CCHS)
Конгенитални или уређени хиповентилациони синдром (CCHS) је редак аутоимуни поремећај у коме је тело „заборавило да дише“. односно споро и неадекватно или никако не реагује на хипоксију и хиперкапнију. Болест је први пут описана 1970, и до данас није откривена њена етиологија и патофизиологије, осим њене повезаности са мутацијом гена PHOX2B и поремећајима који се јављају у Hirschprung's - овој болести.
Болест се најчешће јавља код новорођечади, одојчади и мале деце (у епизодама или непрекидно) са знацима хиповентилације и хипоксемије у првим месецима живота, без очигледних кардиопулмоналних и неуромишићних болести. Већина пацијената са овим синдром дише нормално, у будном стању, а у хиповентилицију запада током сна.
Овај синдром је у око 90% случајева, узрокован полиаланином, експанзином мутацијаом у PHOX2B гену. Хетерозиготни пацијенти са PHOX2B геном могу имати блаже облике болести и знатно дужи животни век. Вентилације у болесника (CCHS) је стабилна током брзих покрета очију (РЕМ) спавања у поређењу са не-РЕМ фазом сна. Вентилациони одговор на хиперкапнију и хипоксију је одсутан или смањен у ових болесника. (CCHS) се може јавити заједно са енгл. Hirschsprung disease, а пацијенти са (CCHS) су и у повећаном ризику од развоја неуробластома и ганглионеурома.
Ако се дисајни поремећаји и аутономне дисфункције у пацијената са урођеним поремећајем изазваном централном алвеоларном хиповентилацијом наставе током живота, прогноза за ову децу је значајно побољшана у последњих неколико година. Ово побољшање се може приписати ширем међународном признавању таквих поремећаја, оснивању специјализованих центара лечење такве деце, као и побољшаној технологији за лечење и праћење ове деце током њиховог живота.

### Дијагностички тестови[18]

#### Лабораторијске анализе
- У серуму болесника са хроничним хиповентилационим синдромом присусно је компензаторно увећање серумских бикарбонат (HCO3) у концентрацији која је каракарктеристична за средње тешку респираторну ацидозу.
- Хиперкалциемија и хиперкалиемија у крви, повремено се јавља код појединих болесника.
- Највећи број болесника са хроничним хиповентилационим поремећајем су хипоксемични.
- Крвна слика може бити измењена са знацима; секундарне полицитемије и повишеним хематокритом.
- Хипотиреоза се често јавља као потенцијални узрок гојазности, и зато код болесника са гојазношћу изазваном хиповентилацијом треба обавезно извршити и контролу функција штитне жлезде.

#### Радиографија грудног коша
- Радиографија грудног коша има значај у искључивању болести плућа, као могућем узроку хиповентилације.
- Налази на плућима који могу да помогну у одређивању етиологије хиповентилатционог синдрома укључују; хиперинфлацију плућа, промене у раду и положају дијафрагме, слабост или парализу дијафрагме, ателектазу итд.
- Налаз на коштаним структурама грудног коша указује на евентуалне деформација као што су; кифосколиоза, повреде ребара итд, које могу бити узрок хиповентилације.
- Присуство бројних компликација на срцу и плућима које могу мнастати у плућној хипертензији (проме хиларног васкуларног „цртежа“, изражене и прошире плућне артерије, увећање срчане сенке са знацима проширења десне коморе итд).

#### Компјутеризована томографија
Компјутеризована томографија (ЦТ)грудног коша има истоветну примену за утврђивање плућних лезија као и радиографија, с том разликом што је она много осетљивија и прецизнија метода дијагностике у откривању болести јер даје могућност ранијег откривања абнормалности које се не могу уочити на класичној радиографији. Метода је осетљивија и у откривању емфизема, дијафрагмалних абнормалности, скелетних аномалија грудног коша итд.
Компјутеризована томографија је изузетно користна за снимање можданих структура, када се сумња да су промене у мозгу узрок хиповентилације. Специфичне етиологија која се може дијагностикована ЦТ мозга укључује; цереброваскуларне аномалије, туморе и повреде централног нервног система. Посебна пажња у току ЦТ мозга код сумње на централну хипоквентилацију поклања се прегледу можданог стабла (са тежиштем на продуженој мождини и понсу).

#### Магнетна резонантна томографија(МРТ) мозга
Ако се сумња да је хиповентилацију централног пореклеа а почетни налаази на ЦТ мозга су негативни или неубедљиви, у бржем постављању дијагнозе може послужити МРТ, јер она може открити аномалија које се не виде током ЦТ скенирања. Посебну пажњу и овде треба усмерити на стање можданог стабла.

## Превенција и прогноза
У превенцији хиповентилације посебан значај има „забрана“ употреба алкохола и недозвољених супстанци (психоактивних лекова, и дроге и наркотика) који су познати као депресори дисања. Њихова употреба код болесника са хиповентилационим синдромом може довести до коме и престанка дисања.
Прогноза у болесника са хиповентилатион синдрома је променљива (често и неизвесна) и умногоме зависи од узрока хиповентилације, тежине основног обољења и секундарних компликација.